# Попова, Валентина Поликарповна
Валенти́на Полика́рповна Попо́ва ― советская российская артистка театра и кино, Заслуженная артистка Украины, Народная артистка Российской Федерации (2000), актриса Драматического театра Черноморского флота имени Б. А. Лавренёва.

## Биография
Родилась 22 декабря 1942 года в городе Севастополь, Крымская АССР, РСФСР.
После завершения учёбы в средней школе поступила в Харьковский государственный театральный институт. Окончив вуз, она отправилась в заграничную командировку в Драматический театр Группы советских войск в Германии.
Вернувшись в 1970 году в СССР актриса получила приглашение в Черновицкий театр имени Ольги Кобылянской. Спустя восемь лет стала играть на сцене Донецкого Государственного академического музыкально-драматического театра имени Марка Бровуна.
Затем Валентина Попова приехала в Севастополь вслед за своим мужем, который после окончания театрального института был призван в ряды Черноморского флота, срочную службу проходил в театре флота. С тех пор, на протяжении нескольких десятилетий Валентина Попова служит на сцене севастопольского Русского драматического театра Черноморского флота имени Б. А. Лавренёва.
В 2000 году Валентина Попова признана «Человеком Года» на Черноморском флоте и «Актрисой года» в Севастополе.
Снялась в таких фильмам, как «Гражданская жена», «Зеркала любви», «Не свадебное путешествие», «Моя любимая свекровь», «Идеальная жертва», «Битва за Севастополь», «Любовь на миллион», «Жених», «Одиссея сыщика Гурова». 12 июня 2019 года в России вышла военная драма «Донбасс. Окраина», в которой актриса сыграла роль Анны Васильевны. Фильм рассказывает о драматических событиях в Донецке в августе 2014 года. Партнёрами актрисы по съёмкам выступили Гела Месхи, Евгений Михеев, Сергей Холмогоров, Анна Пескова, Евгения Малахова.
Преподавала в севастопольских филиалах Ярославского театрального института и Российского Института Театрального Искусства. Среди её учеников были впоследствии ставшие Заслуженными артистами Автономной Республики Крым Геннадий Ченцов, Андрей Дзубан.
Её дочь Аксинья Норманская работает помощником Главного режиссера по литературно-драматургической части Севастопольского театра имени Лавренёва.
За вклад в развитии российского театрального искусства Валентина Поликарповна Попова в 2000 году была удостоена почётного звания «Народная артистка Российской Федерации».

## Театральные работы
- Екатерина ― Григорий Горин «Шут Балакирев»
- Гудула ― Виктор Гюго «Собор Парижской богоматери»
- Оя-сан ― Валентин Пикуль «Стоянка в Нагасаки»
- Фёкла Ивановна ― Н. В. Гоголь «Женитьба»
- Екатерина II ― А. С. Пушкин «Капитанская дочка»
- Софья Ивановна ― Н. Птушкина «Хотите-верьте, хотите-нет!»
- Синьора Капулетти ― Григорий Горин «…Чума на оба ваши дома!»
- Сеньора Бальбоа ― А. Касона «Деревья умирают стоя»
- Норма Фанси ― Я. Галан «Под золотым орлом»